# Turistfälla

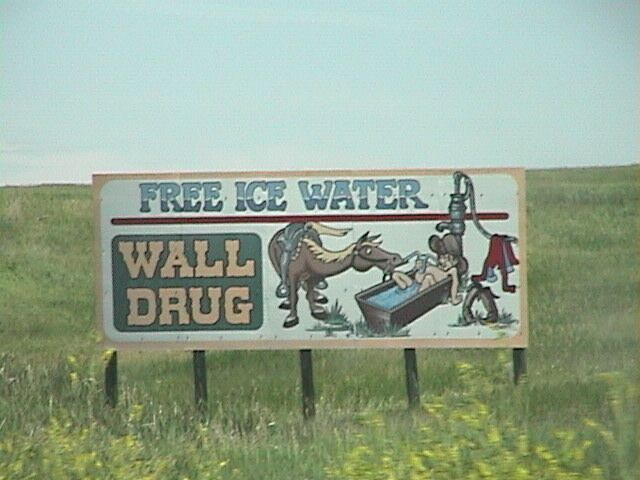
Turistfällor är ofta stereotypa avbilder av den lokala kulturen. Denna reklamskylt för en turistfälla i USA anspelar på vilda västern.

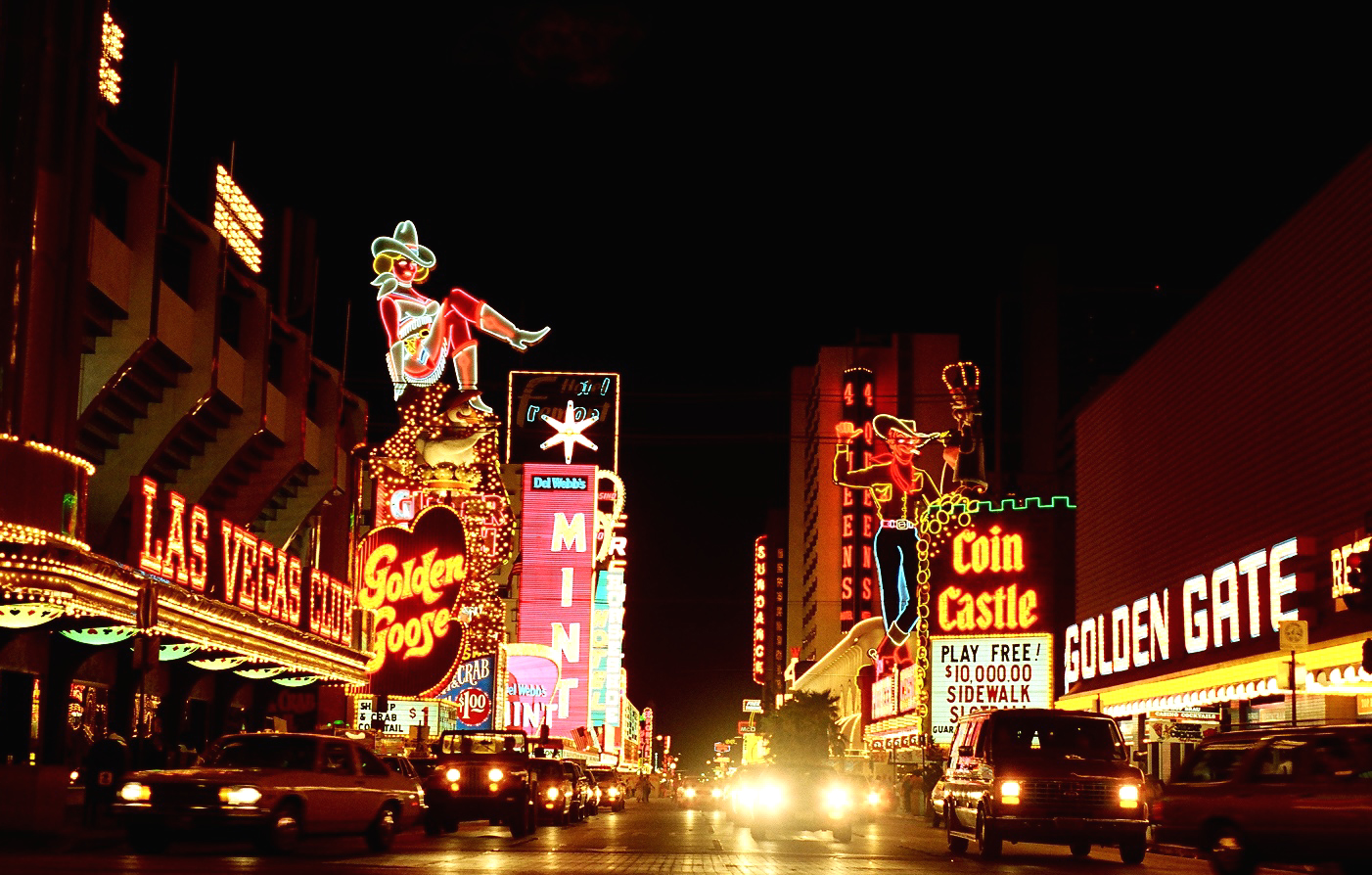
Kasinon i Las Vegas.

Turistfälla är ett vardagligt och nedsättande uttryck för en inrättning som utnyttjar turister för ekonomisk vinnings skull.
Begreppet är subjektivt, eftersom turister och lokalbefolkning kanske inte har samma uppfattning om vad som är en turistfälla. Att något kallas turistfälla brukar ha en bakgrund i att turisters upplevelse gått från något positivt till något negativt.
Turistfällor kan uppstå i anslutning till genuina sevärdheter, men det kan också vara frågan om helt fristående uppbyggnader, exempelvis en temapark. Utmärkande för en turistfälla är ofta att det endast är ett fåtal från lokalbefolkningen som besöker platsen, att den är helt skild från den äkta inhemska kulturen, eller att det är en stereotyp avbild av den, och att näringsverksamhetens inriktning är att turisterna ska spendera så mycket pengar som möjligt.
Turistfällor i anslutning till sevärdheter brukar ofta inkludera butiker med souvenirer, som typiskt är enkla och kitschiga till sin utformning, och serviceföretag med höga priser, trots att service och kvalitén på tjänsten jämfört med andra lokala etablemang inte är bättre eller till och med sämre. Vid turistfällor kan det också förekomma lagligt eller olagligt hasardspel, lurendrejeri, fickstölder, organiserat tiggeri och annan ljusskygg verksamhet inriktad mot turister.